# 吳清皋
吴清皋（1786年—1849年），字鸣九，一字小谷，浙江钱塘人。
吴锡麒之子。生于乾隆五十一年（1786年），嘉庆十八年（1822年）举人。官至江西南昌知府。道光十一年（1831年）曾加入宣南诗社，卒于道光二十九年（1849年），年六十四岁。著有《壶庵遗诗》及骈体文二卷。